# Midnight Man
Midnight Man ist ein von der deutsch-französischen Sängerin Sandra gesungener Popsong aus dem Jahr 1986.

## Entstehung und Veröffentlichung
Das Lied wurde von Michael Cretu, Hubert Kemmler (Hubert Kah) sowie Klaus Hirschburger geschrieben und von Cretu gemeinsam mit Armand Volker produziert. Es handelt sich um einen Midtempo-Synthpop-Song. Im Liedtext geht es um eine um Mitternacht gesendete Stimme aus dem Radio, welche die Protagonistin anzieht und der sie nicht entkommen kann.
Die Single wurde am 23. Februar 1987 bei Virgin Records als vierte und letzte Single aus dem Album Mirrors veröffentlicht. Auf der B-Seite befindet sich der Song Mirror of Love. Die 7"-Version erschien unter anderem 1987 auf der Kompilation Ten on One (The Singles). Es existiert auch eine 5:26 Minuten lange Maxi-Version. Sie erschien etwa 2009 auf der Platinum Collection. Aber auch auf einigen weiteren Kompilationen ist das Stück enthalten.
Sandra trat mit dem Titel am 22. April 1987 in Folge 211 der ZDF-Hitparade auf, als Platz fünf der per Tippschein ermittelten Titel. Nachdem seit Folge 209 Interpreten auch in englischer Sprache in der Hitparade singen konnten, war es Sandras erster Auftritt in der Sendung.

## Chartplatzierungen
| ChartsChartplatzierungen | Höchstplatzierung | Wochen |
| ------------------------ | ----------------- | ------ |
| Deutschland (GfK)        | 24 (9 Wo.)        | 9      |